# The King of Fighters EX 2 Howling Blood
The King of Fighters EX 2 Howling Blood (KOF EX 2) es el juego de la saga The King of Fighters creada el 2003 por MMV y Playmore (actualmente renombrada a SNK Corporation) para la consola portátil, Game Boy Advance. El juego tanto en escenarios, gráficos, música y jugabilidad está basado en el del juego The King of Fighters 2000 siendo este título una adaptación de aquella edición de la saga.

## Jugabilidad
Al igual que los juegos de la saga, las peleas se desarrollan de peleas en equipos de 3 vs 3. En el juego existen tres tipos de salto, la opción de correr y la posibilidad de usar la barra de Supers para ejecutar los Desesperation Moves (movimientos de desesperación) y los Super Desesperation Moves, los cuales consumen tres barras de energía. 
En el juego también aparecen los Strikers, con la diferencia de que el Striker depende del (o de los) personaje(s) que uno tenga en reserva. Si al jugador le queda un solo personaje entonces ya no podrá hacer uso del striker.

## Música y Sonido
La música del juego está sacada del juego The King of Fighters 2000. A pesar de las limitaciones del chip de sonido del Game Boy Advance, el juego reproduce de manera satisfactoria las melodías de dicho juego. En adición a las melodías de King of Fighters 2000 se crearon temas nuevos para las pantallas de selección y para Sinobu, el jefe final.
Varios de Los efectos de sonido de los personajes como sus movimientos y sus frases fueron recortadas del juego pese a las limitaciones que impone el cartucho. 

## The King of Fighters Extreme
El juego fue trasladado a la consola portátil N-Gage con el nombre de The King of Fighters Extreme. La única diferencia con la versión portátil es que los encuentros entre dos amigos se llevan a cabo vía Bluetooth.

## Personajes

### Hero Team
- Kyo Kusanagi
- Moe Habana
- Reiji Oogami

### Fatal FuryTeam
- Terry Bogard
- Andy Bogard
- Mai Shiranui

### Art of FightingTeam
- Ryo Sakazaki
- Yuri Sakazaki
- Takuma Sakazaki

### Ikari Warriors Team
- Leona Heidern
- Ralf Jones
- Clark Steel

### Psycho Soldiers Team
- Athena Asamiya
- Sie Kensou
- Bao

### Korea Team
- Kim Kaphwan
- Chang Koehan
- Choi Bounge

### Yagami Team
- Iori Yagami
- Miu Kurosaki
- Jun Kagami

### Jefe/Boss
- Sinobu Amou